# Miss This Kiss
Miss This Kiss è il secondo EP del gruppo femminile sudcoreano Laboum. Pubblicato il 17 aprile 2017 da NH Media, contiene il brano apripista Hwi Hwi.
L'EP è stato un successo commerciale in Corea del Sud, arrivando in cima alla classifica di Gaon Album Chart. Il singolo "Hwi Hwi" ha inoltre portato al gruppo la loro prima vittoria in uno show musicale sin dal debutto, arrivando al primo posto a Music Bank.

## Classifiche
| Classifica (2017) | Posizione massima |
| ----------------- | ----------------- |
| Corea del Sud     | 1                 |